# Andreas Ferdinand Mayr

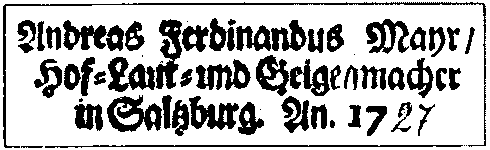
Geigenzettel

Andreas Ferdinand Mayr (* 1693 in Wien-St. Veit; † 28. Juli 1764 in Salzburg) war ein österreichischer Geigen- und Lautenmacher.

## Zettel
In der Regel sind Mayrs Instrumente mit einem Zettel versehen. Ausgeschrieben ist z. B. auf einem solchen zu lesen:
 Andreas Ferdinandus Mayr /

Hof-Laut- und Geigenmacher

in Salzburg. Anno 1727
Aufgrund einer falschen Lesung seiner Geigenzettel wird Mayr in der Literatur manchmal als Mayrhof bezeichnet.

## Leben und Werk
„Der barocke Geigenbau in Salzburg schuf so manches Meisterwerk an Streich- und Zupfinstrumenten, die durch Namen wie Michael Gartner, Marcell Pichler, Ulrich Rämbhardt, Johannes Schorn und Andreas Ferdinand Mayr belegt sind.“ Soweit das Salzburg Museum, in dessen Sammlung sich ein Kontrabass des Geigenbauers befindet. Das ÖML listet: „8 Violinen, Viola, Violoncello; Tenorviola (1746, verschollen); Lauten.“ Willibald Leo von Lütgendorff-Leinburg schreibt:

„In seinen Geigen folgte er dem Stainer-Modell; seine Arbeit ist sorgfältig, der Lack dunkelroth oder braun und der Ton recht gut. Ein Violoncello von ihm aus dem Jahre 1726 befindet sich im Museum Kraus in Florenz, eine Laute in der Sammlung Snoeck und ein gleiches Instrument von 1736 im kärnthn. Landesmuseum in Klagenfurt, ferner ein gleiches von 1747 im fürstl. hohenzollernschen Museum in Sigmaringen. Als seine ältesten Arbeiten kenne ich eine Geige von 1722, ferner eine Reparatur von 1723 im städtischen Museum Carolino Augusteum in Salzburg. Um 1740 besass er bereits den Titel eines Hof-Lauten- und Geigenmachers. Dieser Titel gab komischer Weise den Anlass, dass in der Literatur ein Geigenmacher »Mayrhof« entstand und kritiklos von einem Buche in das andere überging.“

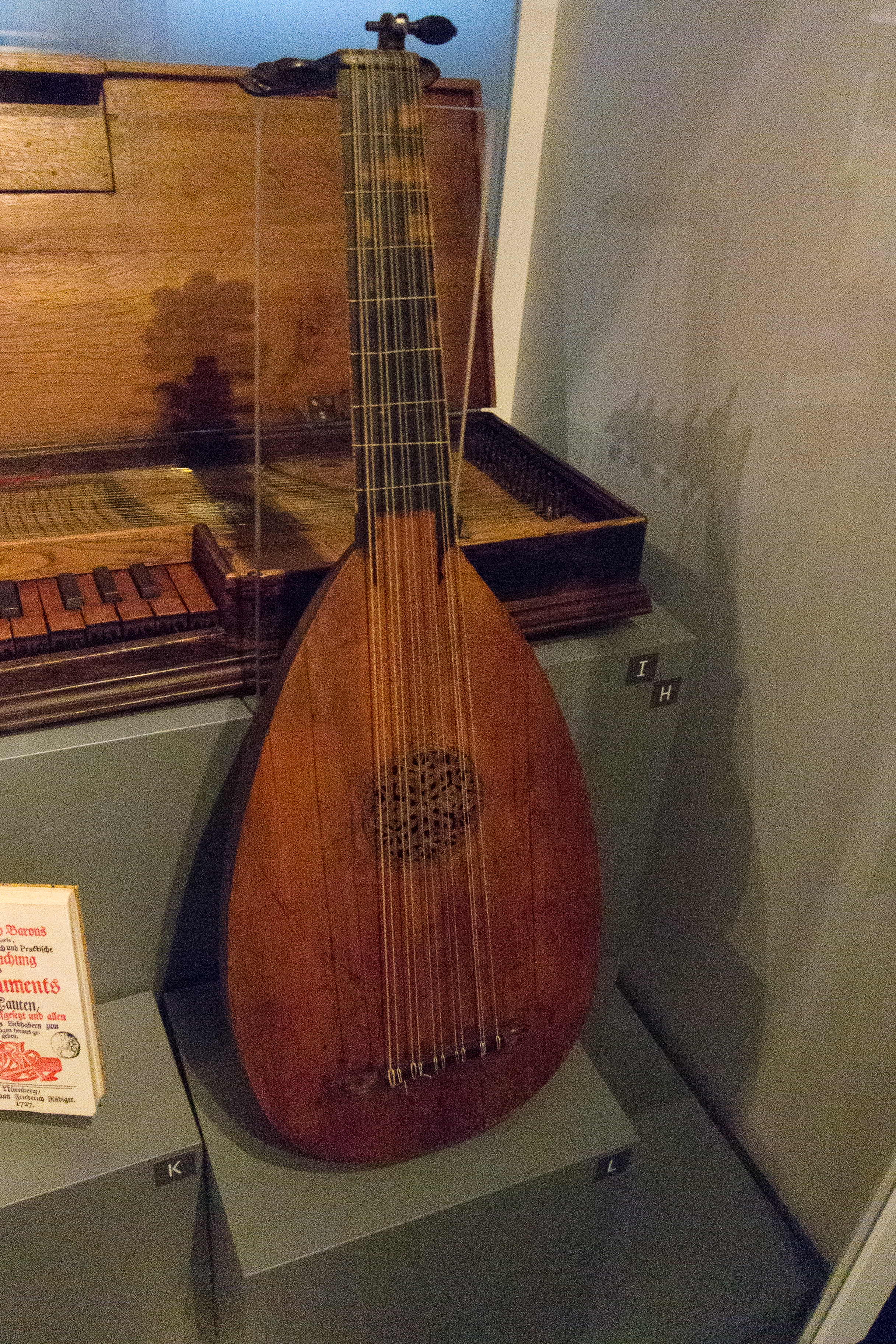
Lute („Calchedon“, „Calichon“), 1735, Museum für Musikinstrumente der Universität Leipzig

Seine Instrumente stehen in der Geigenbautradition von Jakob Stainer. Seine berühmteste Arbeit ist Mozarts Kindergeige, die er wahrscheinlich 1746 geschaffen hat.
Mayr war als Hoflauten- und Geigenmacher Nachfolger von J. P. Schorn. Durch seine Vermählung mit der Witwe von Jacob Weiß im Jahr 1719 war er mit diesem Geigen- und Lautenbauer verwandt. 1730 heiratete er ein zweites Mal. Zu seinen Kindern zählten:
- Ferdinand (10. April 1720 in Salzburg – 4. Februar 1787 ebenda), der sein Nachfolger wurde, und
- Andreas (ca. 1731 in Salzburg – 6. März 1794 ebenda), vermutlich ebenfalls Geigenbauer, 1759–94 Violinist der Salzburger Hofmusikkapelle.

Andreas Ferdinandus Maÿr wurde nach „herkömmlicher Weise“ (Latein: rite provisus) im Sebastiansfriedhof bestattet.
Der höchste bekannte Auktionspreis für eine seiner Geigen liegt bei $ 13.428 (Juli 2003).